# Евразийский союз молодёжи
Еврази́йский сою́з молодёжи (ЕСМ, также используются наименования «евразийцы», «младоевразийцы», «неоопричники») — российское евразийское общественное движение, является молодёжным крылом Международного евразийского движения («МЕД»), возглавляемого Александром Дугиным.
Движение было создано в 2005 году Александром Дугиным, в дальнейшем руководилось как самим Дугиным, так и его дочерью Дарьей Дугиной (Платоновой).

## Идеология
Как и у родительского Международного евразийского движения, по мнению Галины Владимировны Сачко, официальной идеологией ЕСМ заявлено неоевразийство — доктрина, предложенная Александром Дугиным и являющаяся симбиозом традиционализма (солнечные герои, традиции как идеал), фашизма (критика либерализма, идеал империи), национал-социализма (власть над миром, культ силы), собственных нововведений А. Г. Дугина (война континентов: Евразия против Атлантики) и минимального вклада классического евразийства (равноправие этносов и религий), причём в комплексе идей превалируют заимствования из фашизма.
Сами неоевразийцы называют своё движение консервативно-революционным и объявляют себя сторонниками так называемого «четвертого пути», при этом об идеологии бывший глава ЕСМ и соратник Дугина Павел Зарифуллин в 2009 году писал: «Создан был проект для конкретных нужд Администрации [президента], это мы затащили туда евразийство. Мы использовали Администрацию, а Сурков, соответственно, нас». По мнению Al Jazeera, ЕСМ создавался Дугиным для борьбы с «цветными революциями», с целью разжечь националистический настрой и мобилизовать молодёжь против антиправительственных настроений.
В катехизисе организации за 2005 год сказано:
 Сегодняшняя Россия — Россия-1 — бледная немочь, карикатура на то государство, то общество, которые только ещё предстоит построить. Предстоит построить нам. Это Россия недоразумения, полумер, коррупции и распада. Это развалины империи — без идеи, силы, энергии, искры. Но и на эти осколки посягает злостный американский враг. Он уже формирует завязь России-2, «Оранжевой России», с бухгалтером-президентом, возвращением палёных олигархов, финальным распадом на части. Россия-2 хочет добить Россию-1. Чтобы России не стало вообще.

## Символика
Применяются чёрные знамёна с расходящимися из общего центра золотыми стрелами, символизирующими в понимании сторонников организации максимальное расширение «евразийского пространства».
Восьмиугольник стрел (роза ветров или «крестострел») на чёрном знамени и нарукавных повязках младоевразийцев олицетворяет собой золотую «Звезду Чингисхана в тёмном небе Евразии».
Другие толкования — «звезда абсолютной экспансии» и «Звезда Богородицы»; похожий символ присутствует у писателя Майкла Муркока как «Знак хаоса».

## География ЕСМ

Евразийцы участвуют в столкновениях в Киеве во время марша ветеранов ОУН-УПА в октябре 2006 года

В декабре 2005 года отделения были созданы в 35 городах России, а также на Украине и других странах СНГ, в 2016 году сообщалось о существовании принадлежащих организации «военных лагерей» в Подмосковье.
По утверждению сторонников, на 2007 год отделения Евразийского союза молодёжи существовали в Азербайджане, Грузии, Казахстане, Польше, Турции и Узбекистане.

### Деятельность ЕСМ на Украине
В 2005 году руководители МЕД совместно с лидерами партии «Братство» Дмитрием Корчинским и Алексеем Арестовичем планировали создать на базе ЕСМ «Евразийский антиоранжевый фронт» с целью «борьбы с оранжевыми революциями».
С 2006 года ЕСМ проводил военные тренировки в специальном лагере, организованном Министерством иностранных дел России и Институтом стран СНГ в Крыму. В конце нулевых годов со стороны представителей разных партий и органов власти Украины высказывались требования официально запретить ЕСМ на территории Украины. Позиция украинского правительства по отношению к ЕСМ была вызвана надругательством над действующей символикой Украины, погромом на выставке, посвящённой Голодомору, «яйцеметанием» в посольство Украины в Москве и другими противоправными акциями. Наиболее громкой акцией ХООО ЕСМ были «похороны» памятного камня УПА в декабре 2006 года, после чего несколько харьковских евразийцев подверглись преследованию со стороны украинских властей и получили политическое убежище в России, а Корчинский разорвал отношения с МЕД.
Часть сторонников вхождения Донецкой и Луганской областей в состав России (активистов движений Донецкая республика и Русский блок) ещё в 2006—2009 годах проходила обучения в тренировочных лагерях Евразийского союза молодёжи, где обучалась обращению с оружием и тактике насильственного протеста.
Несмотря на это, только после того, как Янукович стал президентом Украины 9 ноября 2011 года, Высшим административным судом Украины было принято окончательное решение о принудительном роспуске Харьковской Областной Общественной Организации «Евразийский союз молодёжи» в связи с противоправной деятельностью на территории страны в период правления Виктора Ющенко.

## История
27 декабря 2004 года в Москве в музее Константина Васильева состоялся «Конгресс интеллектуальной евразийской молодёжи», организованный совместно «Международным Евразийским Движением» (МЕД) и «Новым Университетом». В конгрессе приняли участие представители 26 регионов России, а также гости из Италии, Ливана, США. На конгрессе лидер МЕД Александр Дугин и член Евразийского комитета МЕД Валерий Коровин высказали предложение создать молодёжную организацию Евразийского движения с названием «Евразийский союз молодёжи» (ЕСМ).
Учредительный съезд Евразийского союза молодёжи прошёл 26 февраля 2005 года в городе Александров Владимирской области. Присутствовало около 300 делегатов из более чем 30 регионов России, стран СНГ, Италии, Германии и один представитель США. ЕСМ был официально зарегистрирован как Общероссийское молодёжное общественное движение 21 сентября 2005 года. Учредителем ЕСМ стал член Евразийского комитета «Международного Евразийского движения» Валерий Коровин.
В 2009 году со ссылкой на лидера движения Павла Зарифуллина сообщалось о прекращении существования движения, однако Павел Канищев и Валерий Коровин опровергли заявление о роспуске.
В 2014 году под Луганском был убит лидер ЕСМ по ЮФО, «замминистра иностранных дел ДНР» Александр Проселков.
По исследованиям, проведенные российским Центром экономических и политических реформ, в период с 2013 года по 2015 год ЕСМ получил президентские гранты на общую сумму более 18,5 миллиона рублей.
15 декабря 2024 года при штурме села Константинополь погиб Павел Канищев. 22 января 2025 года похоронен в Пантеоне защитников Отечества. Посмертно награждён Орденом Мужества.

### Некоторые акции
- 2005: Учредительный съезд ЕСМ в Александрове[11]
- 2005: Митинг в поддержку Ислама Каримова
- 2005: «Правый марш» (он же «Русский марш»[37]) в Москве[38][39] — около 3000 человек[10]. В дальнейшем ЕСМ отказались от участия в «Русских маршах»[40][41]
- 2006: Столкновения с противниками министра обороны Сергея Иванова
- 2006: II съезд-фестиваль ЕСМ
- 2006: «Имперский марш» в странах СНГ[40][42]
- 2006: Бессрочный митинг в Киеве у здания СБУ с требованием снятия запрета на въезд в Украину лидера ЕСМ Павла Зарифуллина[43]. Были арестованы 10 активистов ЕСМ[43]
- 2007: III Евразийский интеллектуальный конгресс[44]
- 2007: «Имперский марш» в Москве[38][45] и Севастополе[46]
- 2007: Осквернение государственных символов Украины[укр.] на горе Говерла[47][48][49] (что привело к расхождению материнской организации с организацией «Братство» Дмитрия Корчинского)[24].
- 2007: Хакерская атака на сайт украинского президента Виктора Ющенко[50]
- 2007: Разгром выставки о Голодоморе[22]
- 2008: «Сербский Марш» в Москве[39][51] — около 1000 человек[52]
- 2008: III съезд ЕСМ[53]
- 2008: Акции в поддержку Радована Караджича, арестованного властями Сербии по запросу Гаагского трибунала
- 2008: Организация информационной кампании в поддержку российской армии, а также отправка добровольцев в Южную Осетию во время и после войны в Грузии

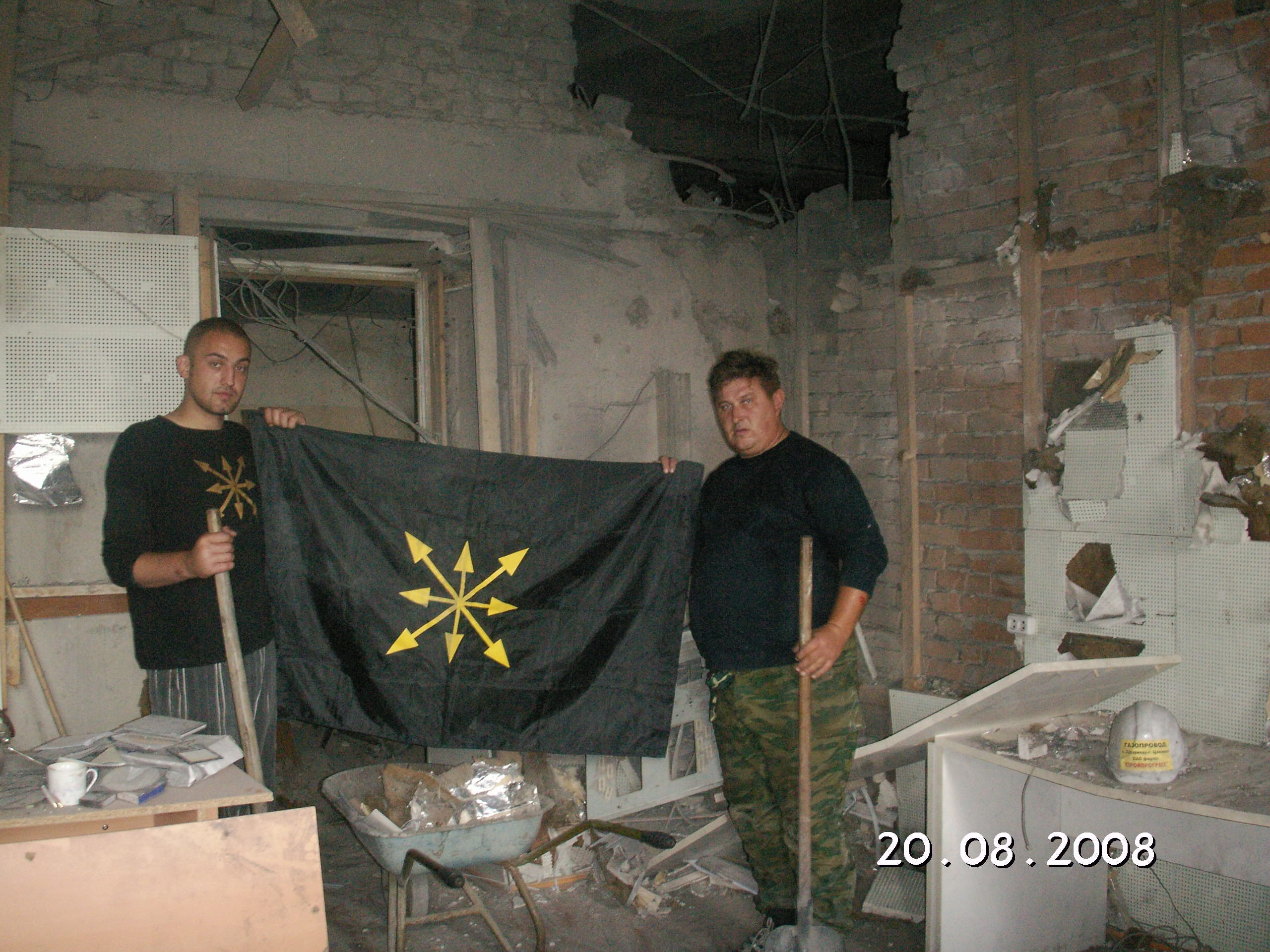
Евразийцы на завалах в Цхинвале. Август 2008 года

- 2008: V межрегиональная конференция ЕСМ
- 2008: Митинг за закрытие радиостанции «Эхо Москвы»[55]
- 2008: Имперский марш памяти разгрома мятежа декабристов в Санкт-Петербурге
- 2009: IV Съезд ЕСМ
- 2009: Митинг в годовщину августовской войны в Грузии[56]
- 2010: Кампания в поддержку подкарпатских русиновЕвразийцы на митинге в поддержку сепаратизма на Украине. Март 2014 года
- 2011: V Съезд ЕСМ

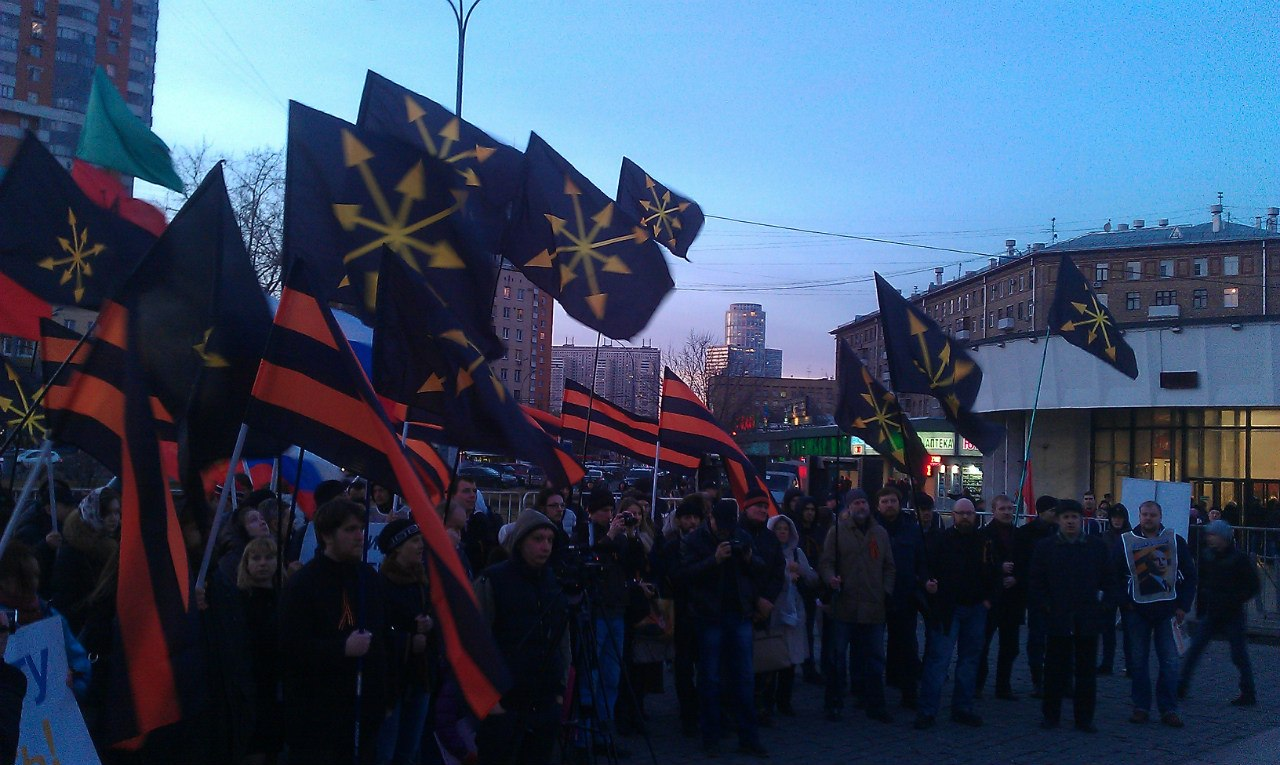
Евразийцы на митинге в поддержку сепаратизма на Украине. Март 2014 года

- 2011: Кампания в поддержку Муаммара Каддафи
- 2011: Митинг против «жуликов, воров и предателей» с участием «Народного собора» и движения Николая Старикова «Профсоюз граждан России»
- 2012: Выступление против «Марша миллионов»[2][57][58]
- 2013: Митинг в поддержку властей Сирии в Москве
- 2013: Театрализованная акция «суд над либеральной оппозицией», проведённая Александром Просёлковым[59]
- 2014: Митинги «Стоим за Донбасс» и «Битва за Донбасс-3» в Москве
- 2014: «Русский марш за Новороссию» в Иркутске — около 100 человек[60]
- 2017: Пикет за возвращение Исаакиевского собора Православной Церкви в Санкт-Петербурге
- 2021: VII Съезд ЕСМ
- 2023: VIII Съезд ЕСМ

## Критика
Центр «Сова» в своей классификации относит ЕСМ к «идеологическим соседям» радикальных русских националистов.
Некоторые российские, украинские и международные СМИ, Ассоциация еврейских организаций и общин Украины, Харьковская правозащитная группа, Галина Кожевникова и Татьяна Становая считают ЕСМ радикальной организацией.
Издание «Коммерсант» в 2007 году характеризовало движение как «националистическое», такую же оценку дало Киргизское радио «Азаттык» в 2014 году. В том же году РБК охарактеризовали организацию как праворадикальную, Associated Press и «Голос Америки» также охарактеризовали её в 2016 как «ультраправую» и «ультранационалистическую».
Израильское издание «Гаарец» в 2022 году охарактеризовало ЕСМ как «Экстремистскую организацию».
Украинский политолог и публицист Антон Шеховцов заявлял, что ЕСМ как движение, созданное Дугиным после оранжевой революции на Украине, уже тогда было элементом подготовки к войне с Украиной. По его словам, один активист из Евразийского союза молодёжи Александр Просёлков погиб на Донбассе, правда, не от рук украинских военных, а от рук пророссийских группировок.

## Санкции
В 2007 году Дугин был депортирован из Украины с запретом её посещения до 2011 года.
В 2011 году ЕСМ были запрещены на Украине, её лидер Александр Дугин был объявлен персоной нон грата.
В связи с украинскими событиями Евразийский союз молодёжи и его руководство были включены в несколько санкционных списков:
- В 2015 году канадские власти ввели ограничительные меры в отношении организации и её лидеров — Александра Дугина и Андрея Коваленко[75]; также в тот год санкции против Дугина и организации ввели США[76][77] и Австралия[78].
- В 2016 году, по словам самого Дугина, его депортировали при попытке посещения Греции[79].
- В 2022 году Британия ввела санкции против Дарьи Дугиной[80], Украина углубила и обессрочила санкции против Александра Дугина[81].

Минфин США аргументировал ввод санкций тем, что «ЕСМ активно нанимает людей с военным и боевым опытом, чтобы бороться на стороне самопровозглашенной ДНР».

### Комментарии
1. ↑  Позднее флаг организации Донецкая республика стал флагом ДНР, а её лидеры заняли руководящие должности во властных структурах ДНР.